# Giuseppe Passeri
Giuseppe Passeri (Roma, 12 marzo 1654 – Roma, 2 novembre 1714) è stato un pittore italiano.

## Biografia
Allievo prima dello zio pittore Giovan Battista Passeri, si formò poi nella bottega di Carlo Maratti. La sua educazione artistica si riferiva a famosi pittori, come i fratelli Carracci, Guido Reni e Nicolas Poussin. Per il tratto fluido e leggero, per l'espressività dei volti fu particolarmente apprezzato dalla nobiltà romana che gli commissionò pitture parietali e ritratti.
Tra il 1675 e il 1678 Giuseppe Passeri ha realizzato due affreschi, su commissione del cardinale Francesco Barberini, per il Palazzo Barberini alle Quattro Fontane, che rappresentano Gli Argonauti e Bellerofonte che uccide la Chimera. Per il marchese Patrizio Patrizi dipinse ad affresco, nel 1679, il soffitto della galleria sita al primo piano di palazzo Patrizi, a Castel Giuliano (Roma). Si tratta di una Allegoria della famiglia Patrizi che, soprattutto nei volti femminili e negli angeli, risentì dell'influenza di Carlo Maratti, in particolare dell'affresco Allegoria della Clemenza, a Palazzo Altieri, dipinto da Maratti nel 1675, con chiaro riferimento al papa Clemente X Altieri. Il tratto di Passeri risultò tuttavia più morbido, più tenue di quello del suo Maestro. Un bozzetto della Allegoria della famiglia Patrizi, olio sui tela, 48x132 cm, è a Roma, nella collezione Lemme. Disegni preparatori della stessa Allegoria si conservano al Kunstmuseum di Düsseldorf.

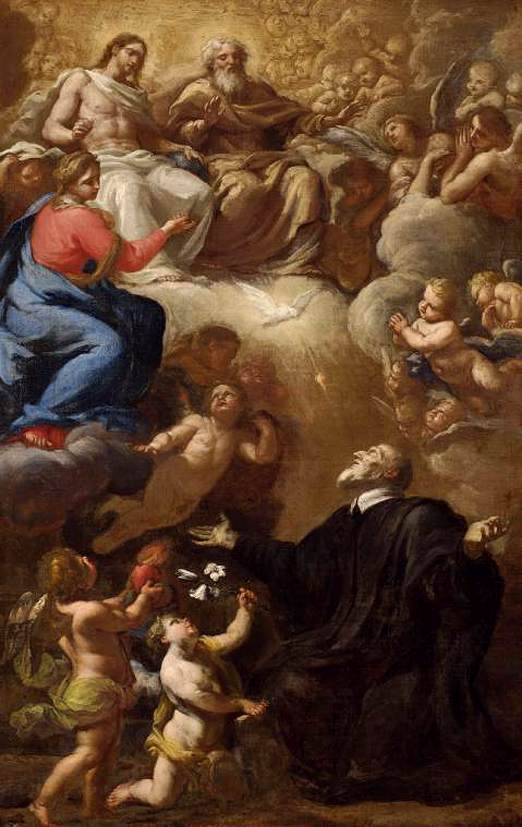
Giuseppe Passeri, Visione di San Filippo Neri

Intorno al 1686 Giuseppe Passeri ha dipinto due pale d'altareː una Immacolata Concezione, per la chiesa di San Tommaso in Parione e Incredulità di San Tommaso, per la Basilica di Santa Croce in Gerusalemme. Nella chiesa di Santa Maria in Aracoeli ha affrescato con Morte della Vergine e con Assunzione della Vergine la quarta e la quinta arcata, e con Augusto e con una Sibilla i lati dell’arco del presbiterio.
I suoi affreschi nella cattedrale di Viterbo sono stati danneggiati durante l'ultima guerra. 
Nel 1693 Giuseppe Passeri è stato accolto nell'Accademia di San Luca. Il museo del Louvre possiede due sue teleː Matrimonio mistico di Santa Caterina, c. 1700 e Armida e i compagni di Rinaldo, c. 1685.
Per L'Aquila realizzò la tela della "Crocifissione" conservata nella Basilica di Santa Maria di Collemaggio, restaurata nel 2011 dopo il terremoto del 2009.
Morì nella sua casa romana, in piazza Santa Caterina della Rota, lasciando come eredi la moglie Margherita Lutji e la figlia Maria Petronilla. L'altra figlia, Anna Cecilia, professa nel monastero di Sant'Anna, ebbe in legato un dipinto.

## Opere
- 1699 ante, San Ferdinando di Castiglia implora dalla Vergine la vittoria contro i Mori, olio su tela, opera custodita nella chiesa dei Santi Pietro e Paolo dell'Ospedale dei Sacerdoti di Palermo.